# Église de la Nativité de l'Île-d'Arz
Pour les articles homonymes, voir Église de la Nativité.
L'église de la Nativité est une église catholique située à l'Île-d'Arz, en France.

## Localisation
L'église est située dans le département français du Morbihan, sur la commune de l'Île-d'Arz.

## Historique
En 1008, Geoffroy Béranger, duc de Bretagne, fait donation de la moitié sud de l’île aux moines de Saint-Gildas de Rhuys. Ils y établissent le prieuré de Notre-Dame. En 1033, son fils Alain III fonde un second prieuré dépendant de l’abbaye Saint-Georges de Rennes, sur la moitié nord. Cette division sera source de conflits entre les deux établissements et les habitants de l’île. Le siège de la paroisse est alors sur l'île Ilur où existait une église romane (aujourd’hui remplacée par la chapelle Notre-Dame-de-Lourdes, du XIXe siècle).
L’église de la Nativité de Notre-Dame est construite à l'époque romane par les moines de Saint-Gildas de Rhuys, les éléments les plus anciens subsistants datant de la seconde moitié du XIIe siècle. Elle est remaniée de nombreuses fois par la suite, comme le montrent les dates inscrites sur les sablières : 1396 et 1412 dans la nef, 1533 dans le chœur. 
Au XVIIe siècle, l’ancienne église paroissiale située sur l'île d'Ilur, ruinée, perd son statut au profit de celle du prieuré de Notre-Dame qui voit le transept de son église doublé vers l’ouest. Des baies sont percées dans les murs nord et sud. L'église de la Nativité de Notre-Dame servait donc à la fois pour le prieuré et la paroisse dont le prieur était le recteur.
En 1844, la nef est rallongée vers l’ouest et la façade du XVe siècle est déplacée et remontée. 

L'édifice est classé au titre des monuments historiques par la liste de 1862.

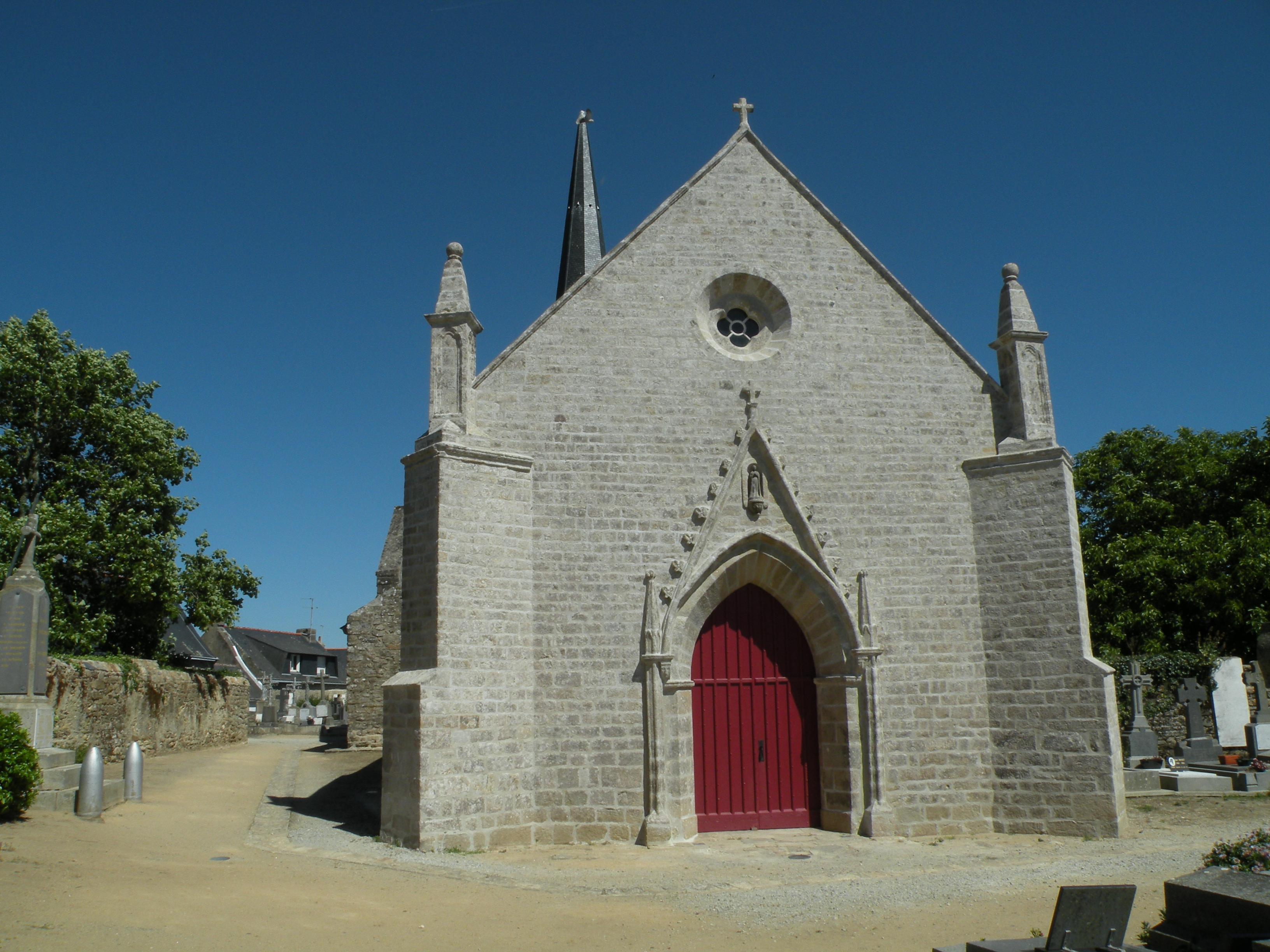
Porche de l'église de la Nativité.

## Description
L’édifice est à nef unique avec un transept saillant doublé à l’ouest et un chevet à cinq pans, l’ensemble couvert de charpente.
Le carré de transept avec ses grandes arcades à arc brisé repose sur des colonnes de style roman datant du XIIe siècle. Les arcs diaphragmes en tiers-point retombent sur des piles quadrangulaires avec colonnes engagées portant des chapiteaux sculptés. Certains d’entre eux semblent avoir été refaits à des époques postérieures (les chapiteaux végétaux à crochet pourraient dater du XIIIe siècle). Les corbeilles ornées de motifs animaliers dits grotesques (lions, oiseaux, béliers...), bien que restaurées, sont caractéristiques des années 1150-1170 et dénotent une influence poitevine.
La tour, ainsi qu’une partie de la nef, les transepts et la travée droite du chœur datent partiellement du XIIe siècle, mais ils ont subi d'importants remaniements ultérieurs. La charpente de la nef fut refaite entre 1396 et 1412 (une inscription l'atteste sur une sablière) ; le chœur à cinq pans date du XVIe siècle ; la nef fut allongée au XIXe siècle et le porche date de 1845, ainsi que la chapelle des fonts baptismaux ; l'église a été à nouveau restaurée à partir de 1965.